# Радовець (Болгарія)
Ра́довець (болг. Радовец) — село в Хасковській області Болгарії. Входить до складу общини Тополовград.

## Населення
За даними перепису населення 2011 року у селі проживали 718 осіб.
Національний склад населення села:
| Національність   | Кількість осіб | Відсоток |
| ---------------- | -------------- | -------- |
| болгари          | 650            | 91,2%    |
| цигани           | 55             | 7,7%     |
| інша             | 5              | 0,7%     |
| Всього відповіли | 713            |          |

Розподіл населення за віком у 2011 році:
Динаміка населення: